# Chor von St. Bonifatius (Wiesbaden)
Der Chor von St. Bonifatius ist ein gemischter Chor, der Kirchenchor der Gemeinde St. Bonifatius, Wiesbaden. Er wurde 1862 zunächst als Männerchor gegründet. Von 1981 bis 2018 wurde er von Gabriel Dessauer geleitet. Der Chor sang die deutsche Erstaufführung von John Rutters Mass of the Children. Colin Mawby schrieb für den Chor die Missa solemnis Bonifatius-Messe, die am 3. Oktober 2012 uraufgeführt wurde. Der Chor unternahm Konzertreisen nach Azkoitia, San Sebastián, Görlitz, Memphis (Tennessee), Brügge, Macon (Georgia) und Rom. Seit 2019 wurde der Chor von Roman Twardy geleitet, der im ersten Konzert Dvořáks Stabat Mater dirigierte. Seit Anfang 2022 ist Johannes Schröder Kirchenmusiker.

## Geschichte
St. Bonifatius, die katholische Hauptkirche von Wiesbaden, der Landeshauptstadt von Hessen, wurde 1849 geweiht. 1862 wurde ein Männerchor gegründet von Johann Schickel (1862–1876), um dem Gemeindegesang ein Vorbild zu geben. Ab 1876 leitete Heinrich Link den Chor, trat jedoch zurück, als 1887 auch Knaben aufgenommen werden sollten. Jakob Speyer führte diese Umstrukturierung durch. Ab 1899 wurden Frauenstimmen einbezogen. Ein Programmzettel zum 50. Jubiläum 1912 kündigt das Oratorium „Die heilige Elisabeth“ von August Wiltberger an.
Von 1919 bis 1929 war der Chorleiter Franz Xaver Schmitz. Zum 60-jährigen Bestehen 1922 sang der Chor im Hochamt Messe „Mater admirabilis“ von Peter Griesbacher. Von 1929 bis 1952 leitete Hermann Massenkeil den Chor, allerdings wurde er im Zweiten Weltkrieg eingezogen und während dieser Zeit von seinem Vorgänger vertreten. Massenkeil pflegte insbesondere den A-cappella-Gesang. Er führte genaue Aufzeichnungen über die Chorarbeit, zum Beispiel am 19. November 1933 das Oratorium „Die heilige Elisabeth“ von Joseph Haas oder am 16. Januar 1938 eine Feier des 75-jährigen Bestehens des Kirchenchores unter dem „Motto der Gründerväter Lobet den Herrn, singt Psalmen seinem Namen“, das im Pontifikalamt Werke aus der „mittelalterlichen Blütezeit des A-cappella-Gesangs“ bot und in einer Dankandacht einen Überblick über das „kirchenmusikalische Schaffen zeitgenössischer Komponisten der Kölner, Münchener, Berliner und Wiener Schule“, zum Beispiel Hans Langs Laudate Domino oder Franz Philipps Tantum Ergo. Bei einem Bombenangriff wurde die Orgelempore der Kirche zerstört, daraufhin musste der Chor bis Oster 1949 vom Altar aus singen. Innerhalb der „Festwoche zum 100jährigen Kirchjubiläum“ führte der Chor unter anderem Palestrinas Messe „O admirabile commercium“ und Bruckners Locus iste auf, sowie in einer „kirchenmusikalischen Feierstunde zur Wiederherstellung der Bonifatiuskirche“ am 7. Mai 1950 den dritten Teil des Oratoriums Das Lebensbuch Gottes von Joseph Haas und eine Marienkantate von Carl Thiel. Massenkeil verzeichnet die Besprechung: „der Chor ausgeglichen und gehaltvoll singend mit großer Sicherheit und gespannter Aufmerksamkeit, nicht zuletzt dank der guten Aussprache von großer Eindringlichkeit“. Die Chronik zum 100. Jubiläum 1962 fasst zusammen: „Die seit 1929 verzeichneten künstlerischen Ereignisse geben nun ein so überwältigendes Zeugnis lebendigster Anteilnahme des Chores und seiner Führung an den allgemeinreligiösen, liturgischen, kirchenmusikalischen und allgemeinkulturellen Belangen dieser Zeit …“.
1952 übernahm Günther Nierle die Chorleitung, der zuvor ab 1935 Organist am Breslauer Dom und ab 1950 Organist an St. Bonifatius war. Er führte Werke auf wie zum Beispiel Hans Leo Haßlers Missa „Dixit Maria“, Händels Dettinger Te Deum oder Mozarts Krönungsmesse aufführte. Von 1962 bis 1980 leitete Peter Kempin den Chor. Er führte unter anderem Werke von Monteverdi, Pergolesi, Schütz, Bach, Cherubini, Mendelsohn, Bruckner und Hindemith auf, zum Teil in Erstaufführungen. Unter seiner Leitung sang der Chor die Uraufführung der Deutschen Messe mit Einheitsliedern für gemischten Chor, sechs Blechbläser und Gemeindegesang (1965) von Friedrich Zehm am 15. September 1968 im Pontifikalamt zur Limburger Kreuzwoche, mit Mitgliedern des Hessischen Staatsorchesters. Kempin leitete die Uraufführung des Requiems von Christoph Straus aus dem 17. Jahrhundert, für Soli, Chor und Orchester.

### Gabriel Dessauer (1981–2019)
Kempins Nachfolger war 1981 Gabriel Dessauer, der den Chor auf ca. 107 Mitglieder (Stand 2012) erweiterte und zwei Kinderchöre gründete.

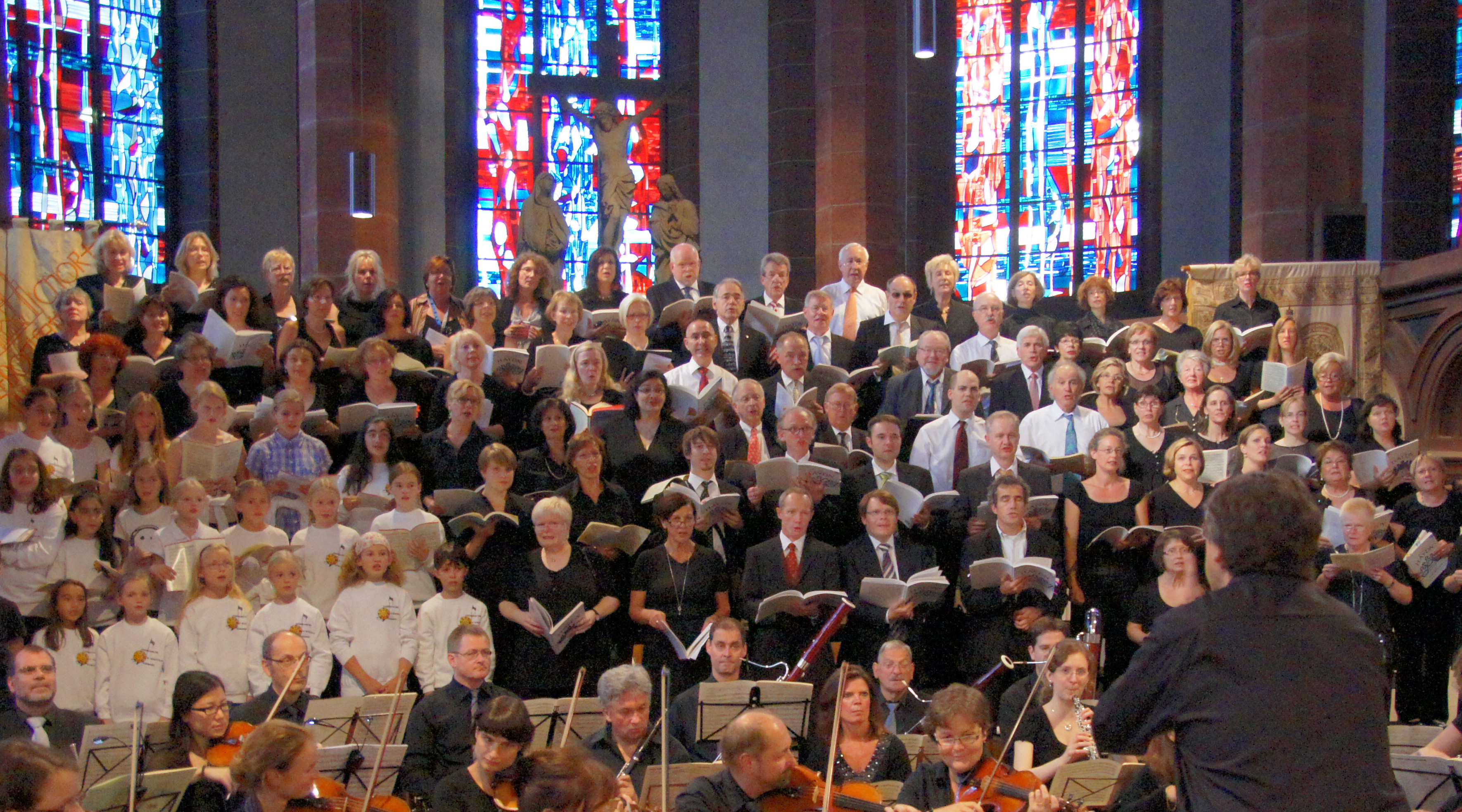
Chor und Kinderchor von St. Bonifatius, 2011

Der Chor singt vor allem in Gottesdiensten, darunter regelmäßig Orchestermessen zu Weihnachten und Ostern. Neben bekannten Messen von Haydn, Mozart, Beethoven und Schubert wurden 2011 die Messe Nr. 1 in B-Dur von Johann Nepomuk Hummel (2011) gesungen und in der Regel von Mitgliedern des Hessischen Staatsorchesters begleitet.
Jedes Jahr singt der Chor ein Chorkonzert, seit 1997 regelmäßig am 3. Oktober. Unter anderem wurden aufgeführt Mendelssohns Elias, Ein deutsches Requiem von Brahms, und Verdis Messa da Requiem. Chor und Kinderchor traten gemeinsam auf in Hermann Suters Le Laudi (1998 und 2007) und 2004 in der Deutschen Erstaufführung von John Rutters Mass of the Children. 2006 leitete Dessauer das Requiem von Karl Jenkins aus dem Jahr 2004. 2010 sang der Chor Werke von Bach, seine Messe in g-Moll und Chorsätze aus den Kantaten BWV 140, BWV 12, BWV 120 und BWV 29. 2011 erklang im Konzert Haydns Die Schöpfung, wobei der Kinderchor den Chorsopran verstärkte.

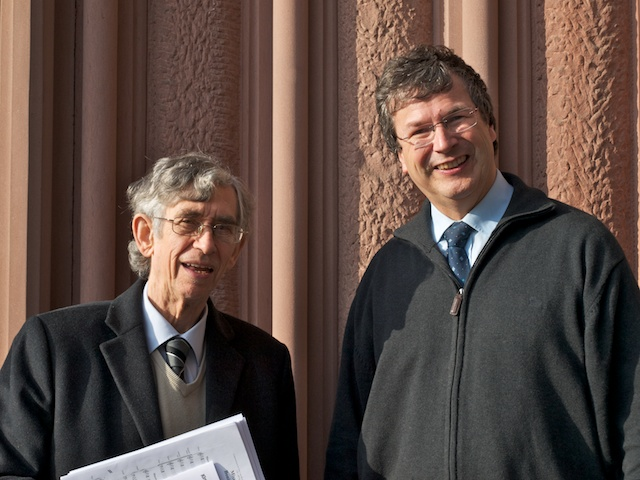
Colin Mawby und Gabriel Dessauer vor St. Bonifatius, 2011

Zum 150. Jubiläum des Chores 2012 beauftragte Dessauer den englischen Komponisten Colin Mawby, eine festliche Messe zu komponieren. In Absprache zwischen Dirigent und Komponist entstand 2011 die Missa solemnis Bonifatius-Messe für Sopran, Chor, Kinderchor, Oboe und Orgel, die am 3. Oktober 2012 in Anwesenheit des Komponisten uraufgeführt wurde. Organist war Ignace Michiels, Organist der Kathedrale in Brügge, Sopranistin Natascha Jung, Oboistin Leonie Dessauer. Eine zweite Aufführung der Bonifatius-Messe findet am 3. November im Frankfurter Dom statt, dann mit dem Organisten Andreas Boltz. 2013 wurde Schuberts Messe Nr. 6 Es-Dur gesungen. Im Konzert 2014 erklang John Rutters Magnificat. 2016 führte der Chor Mendelssohns Elias auf, diesmal in der Kirche. 2017 erklang Der Messias, Mozarts Bearbeitung von Händels Messiah.

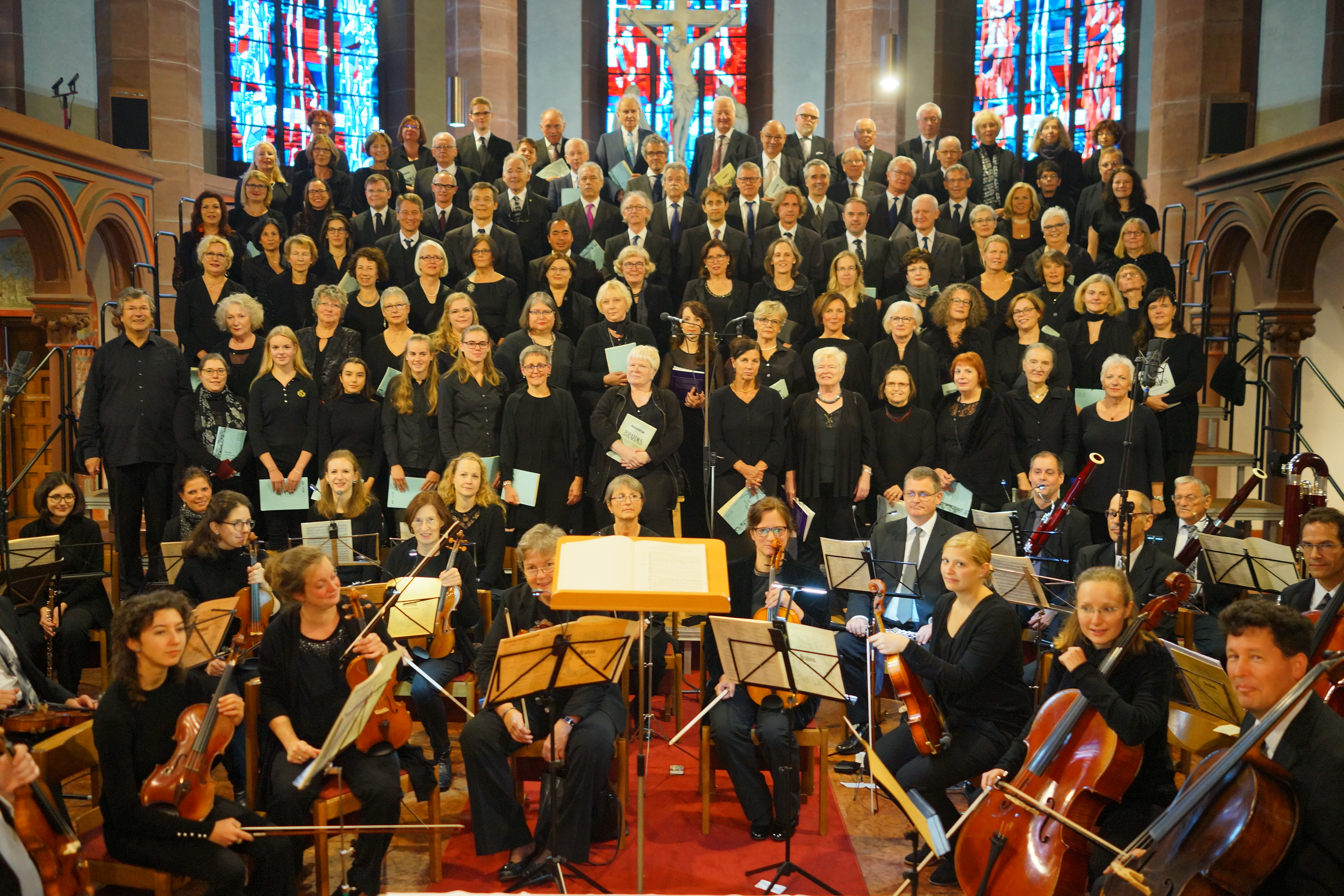
Der Chor und Mitglieder des Hessischen Staatsorchesters, 3. Oktober 2018, Brahms: Ein deutsches Requiem

2018 sang der Chor erneut Ein deutsches Requiem von Johannes Brahms.
Der Chor reiste 1986 in das Baskenland und sang Konzerte in Azkoitia und San Sebastián, in zwei Kirchen mit einer Cavaillé-Coll-Orgel. 1987 trat der Chor im Limburger Dom auf, 1990 in der Kathedrale St. Jakobus, Görlitz, 1996 in Tennessee Memphis, und Georgia Macon. Auf einer Reise nach Rom 2008 gestaltete der Chor ein Konzert in San Paolo entro le mura mit Vivaldis Gloria und Haydns Nelson-Messe sowie eine Messe im Petersdom.

#### Projekte
1995 bereitete Dessauer den Chor vor für ein Gedenkkonzert 50 Jahre nach Kriegsende, gemeinsam mit der Schiersteiner Kantorei, Wiesbaden, einem englischen Chor und einem aus Georgia Macon, Brittens War Requiem, dirigiert von Martin Lutz. Ein Jahr später nahm der Chor teil an einer Aufführung des Werks in Macon.
1999 sang der Chor von St. Bonifatius gemeinsam mit dem Chor Cantores aus Brügge. Die beiden Chorleiter, Dessauer und Michiels, wollten mit dem Projekt ein Jahrhundert der Gewalt zum Abschluss zu bringen. Sowohl in Brügge als auch in Wiesbaden wurde ein Konzert aufgeführt, mit Michiels an der Orgel und Dessauer am Pult. Das Konzert in Brügge am 23. Oktober 1999 hieß Eeuw van zinloos Geweld (Jahrhundert sinnloser Gewalt). Auf dem Programm standen Van Nuffels In convertendo Dominus, Rudolf Mauersbergers Wie liegt die Stadt so wüst, und Duruflés Requiem. Das Konzert in Wiesbaden hieß Versöhnungskonzert zum Ende des Jahrhunderts.

#### Einspielungen
- Hermann Suter: Le Laudi, Zofia Kilanowicz, Pamela Pantos, Andreas Karasiak, Johann Werner Prein, Chor von St. Bonifatius, Kinderchor von St. Bonifatius, Witold Lutosławski Philharmonic Wrocław, 1999.[18]

### Roman Twardy (2019–2021)

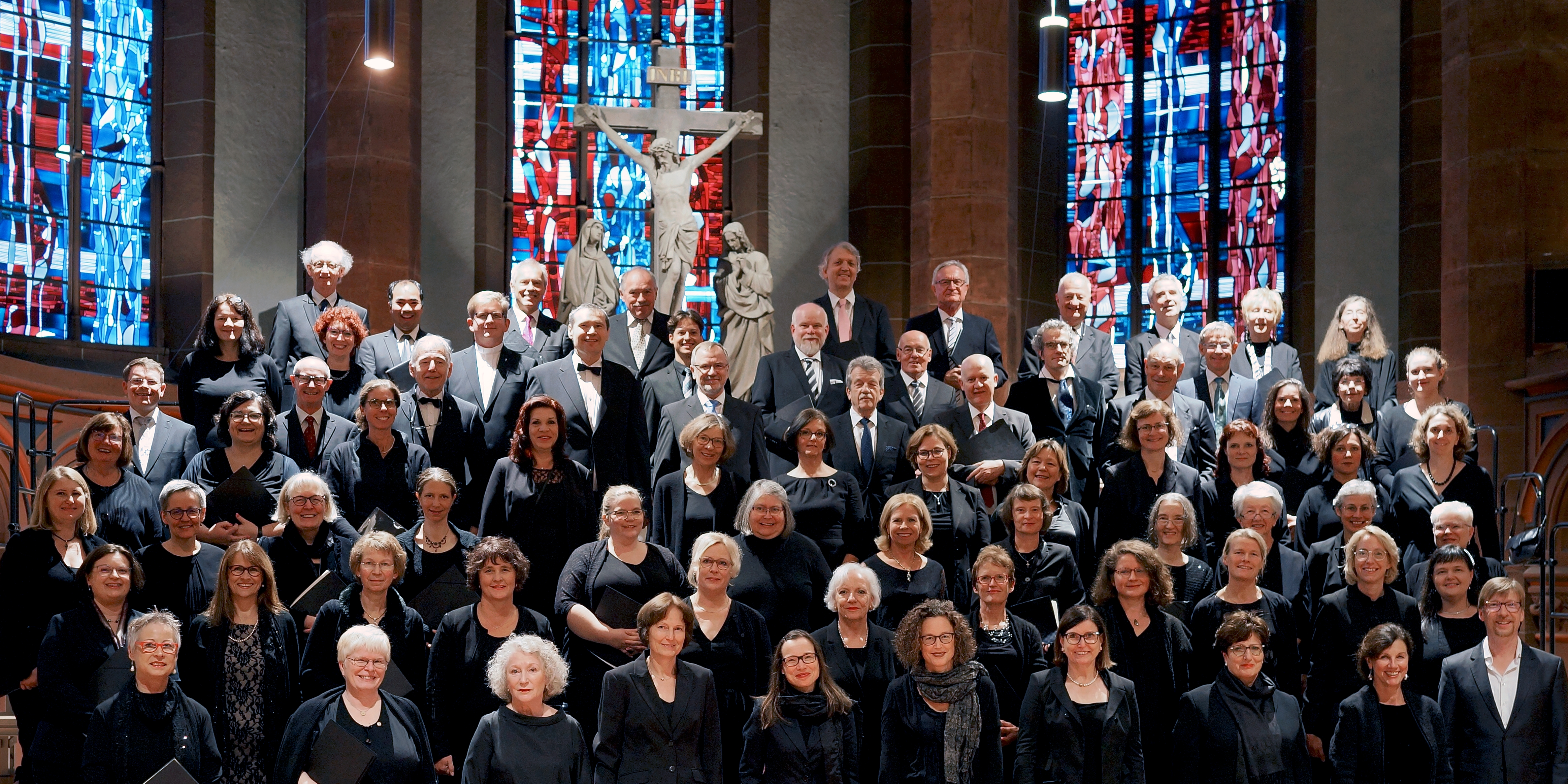
Dvořák: Stabat Mater, Konzert am 26. Oktober 2019

Von 2019 bis 2021 war Roman Twardy Interim-Chorleiter des Chores. Mit einem Schwerpunkt auf a-cappella-Gesang, führte er Musik des 20. Jahrhunderts ein: Knut Nystedts Missa brevis, Józef Świder's Missa angelica und Arvo Pärts The Deer’s Cry. Sein erstes Chorkonzert war am 26. Oktober 2019 dem Stabat Mater von Dvořák gewidmet, wieder mit Mitgliedern des Hessischen Staatsorchesters, und unter den Solisten Betsy Horne (Sopran) und Johannes Hill (Bass). Eine Besprechung hob gute Intonation und rhythmische Präzision als Ergebnis von Monaten harter Arbeit hervor.

### Johannes M. Schröder (2022)
2022 wurde Johannes M. Schröder Kantor an St. Bonifatius und Chorleiter. Er dirigierte im ersten Konzert Verdis Requiem, nach der Pandemie in einer Fassung für kleines Ensemble. Im Advent 2022 führte der Chor das Oratorio de Noël von Saint-Saëns auf.

## Auszeichnungen
1971 wurde dem Chor vom Allgemeinen Cäcilien-Verband für die Länder der deutschen Sprache die Palestrina-Medaille verliehen. Er erhielt 1972 die Zelter-Plakette, gestiftet von Theodor Heuss für Chöre, die mindestens hundert Jahre kontinuierlich wertvolle Kulturarbeit leisten. 2012 erhielt der Chor zum 150. Jubiläum die Goldene Plakette der Landeshauptstadt Wiesbaden.